# Gilberto Carrillo
Gilberto Carrillo Quesado (* 16. August 1951 in Matanzas; † 1996 ebenda) war ein kubanischer Boxer. Er gewann bei den Olympischen Spielen 1972 eine Silbermedaille im Halbschwergewicht.

## Werdegang
Gilberto Carrillo begann als Jugendlicher mit dem Boxen. Er bevorzugte die Normalauslage (Linksausleger) und war als Erwachsener bei einer Größe von 1,88 Metern im Halbschwergewicht meist mit Reichweitenvorteilen ausgestattet. Während seiner Zeit als aktiver Boxer war er Armeeangehöriger. Sein Trainer war der ehemalige Berufsboxer Miguel Antonio Herrera.
Im Alter von 19 Jahren gewann er bei der kubanischen Meisterschaft des Jahres 1970 seine erste Medaille, als er hinter Jose L. Vega und Reynaldo Melendez den 3. Platz belegte. Bereits ein Jahr später wurde er erstmals kubanischer Meister im Halbschwergewicht. Im Endkampf besiegte er dabei Reynaldo Melendez. Beim wichtigen internationalen Turnier des kubanischen Box-Verbandes "Giraldo-Cordova-Cardin" des Jahres 1971 kam er im Halbschwergewicht hinter seinen Landsleuten Luis Valier und Juan Perez auf den 3. Platz.
1972 wurde Gilberto Carrillo wieder kubanischer Meister im Halbschwergewicht. Anschließend startete er auch erstmals in Europa und gewann beim Turnier um den goldenen Gürtel (Golden Belt) in Bukarest die Konkurrenz im Halbschwergewicht. Er gewann dann auch beim "Giraldo-Cordova-Turnier" dieses Jahres in Havanna im Halbschwergewicht im Finale über Juan Perez und sicherte sich damit die Fahrkarte zu den Olympischen Spielen 1972 in München. In München wurde er KO-Sieger i.d. 1. Runde über Ernesto Sanchez aus Venezuela, techn. KO-Sieger i.d. 1. Runde über Harald Skoog aus Norwegen und Punktsieger über Isaac Ikhouria aus Nigeria (5:0 Richterstimmen). Er stand damit im Endkampf dem erfahrenen Europameister Mate Parlov aus Jugoslawien gegenüber und machte in diesem Kampf den Fehler, mit dem körperlich starken Parlev mitfighten zu wollen. Dabei wurde er in der 2. Runde von Parlov im Schlagaustausch zweimal hart getroffen und musste vom Ringrichter wegen Verteidigungsunfähigkeit aus dem Ring genommen werden. Damit blieb ihm nur die Silbermedaille.
1973, 1975 und 1977 gewann Gilberto Carrillo noch dreimal die kubanische Meisterschaft im Halbschwergewicht. 1974 startete er auch bei der erstmals ausgetragenen Weltmeisterschaft, die in Havanna stattfand. Er siegte dort in seinem ersten Kampf über Milan Kalinow aus Bulgarien durch KO i.d. 2. Runde, traf aber im Viertelfinale wiederum auf Mate Parlov, dem er dieses Mal nach Punkten unterlag. Er belegte damit den 5. Platz.
1976 konnte er sich nicht für einen Start bei den Olympischen Spielen qualifizieren. Er musste diesen Startplatz Sixto Soria überlassen.
Das letzte bekannte Ergebnis von Gilberto Carrillo ist der bereits erwähnte Sieg bei der kubanischen Meisterschaft 1977.

## Internationale Erfolge
| Jahr | Platz  | Wettbewerb                                                         | Gewichtsklasse | |
| 1971 | 3.     | "Giraldo-Cordova-Cardin"-Turnier in Havanna                        | Halbschwer     | hinter Luis Valier u. Juan Perez, bde. Kuba |
| 1972 | 1.     | "Golden Belt"-Turnier in Bukarest                                  | Halbschwer     | |
| 1972 | 2.     | "Giraldo-Cordova-Cardin"-Turnier in Havanna                        | Halbschwer     | mit einem Sieg im Finale über Juan Perez |
| 1972 | Silber | OS in München                                                      | Halbschwer     | mit einem KO-Sieg i.d. 1. Runde über Ernesto Sanchez, Venezuela, einem techn. KO-Sieg i.d. 1. Runde über Harald Skoog, Norwegen, einem Punktsieg über Isaac Ikhouria, Nigeria u. einer Punktniederlage gegen Mate Parlov, Jugoslawien |
| 1972 | 1.     | Central American & Caribbean Championships in San José, Costa Rica | Halbschwer     | mit einem Sieg im Finale über Pedro Soto, Puerto Rico |
| 1973 | 1.     | "Golden Belt"-Turnier in Bukarest                                  | Halbschwer     | mit einem Sieg im Finale über Marin Constantinescu, Rumänien |
| 1973 | 3.     | "Giraldo-Cordova-Cardin"-Turnier in Camagüey                       | Halbschwer     | hinter Juan Perez u. Milan Kalinow, Bulgarien |
| 1973 | 2.     | Meisterschaft der Armeen der sozialistischen Länder in Olmütz      | Halbschwer     | nach einer Punktniederlage im Finale gegen Janusz Gortat, Polen |
| 1974 | 2.     | "Golden Belt"-Turnier in Bukarest                                  | Halbschwer     | nach einer Punktniederlage im Finale gegen Constantin Dafinoiu, Rumänien |
| 1974 | 5.     | WM in Havanna                                                      | Halbschwer     | mit einem KO-Sieg i. d. 2. Runde über Milan Kalinow u. einer Punktniederlage im Viertelfinale gegen Mate Parlov |
| 1974 | 2.     | Central American & Caribbean Championships in Caracas              | Halbschwer     | nach einer Punktniederlage im Finale gegen Ernesto Sanchez |
| 1975 | 2.     | "Giraldo-Cordova-Cardin"-Turnier in Las Villas                     | Halbschwer     | nach einer DQ-Niederlage i.d. 2. Runde gegen Orestes Pedroso, Kuba |
| 1975 | 1.     | Kubanisches Meisterschafts Festival in Havanna                     | Halbschwer     | mit einem Punktsieg über Juan Perez |

## Kubanische Meisterschaften
| Jahr | Platz | Gewichtsklasse | Ergebnis                                        |
| 1970 | 3.    | Halbschwer     | hinter Jose L. Vega u. Reynaldo Melendez        |
| 1971 | 1.    | Halbschwer     | mit einem Sieg im Finale über Reynaldo Melendez |
| 1972 | 1.    | Halbschwer     | mit einem Sieg im Finale über Juan Perez        |
| 1973 | 1.    | Halbschwer     | mit einem Sieg im Finale über Juan Perez        |
| 1975 | 1.    | Halbschwer     | mit einem Sieg im Finale über Sixto Soria       |
| 1977 | 1.    | Halbschwer     | mit einem Sieg über Waldo Quintana              |